# La Cabañeta
La Cabañeta es un yacimiento arqueológico situado en el término municipal del municipio zaragozano de El Burgo de Ebro, uno de los más interesantes para conocer los inicios de la romanización en el segmento central del valle medio del Ebro. Recibe este nombre porque en sus inmediaciones discurre la Cabaña Real de los pastores trashumantes.
Su existencia es conocida desde antiguo. Según los últimos estudios fue fundada en el siglo II a. C. con el fin de servir de campamento militar para una legión romana y sus tropas auxiliares de unos 6000 hombres, convirtiéndose después en ciudad. Posiblemente se trate de la Castra Aelia que cita el historiador Tito Livio al relatar la campaña del general romano Sertorio por tierras hispanas en 77 a. C.
Tradicionalmente, el enclave ha sido mal tratado por la acción de los expoliadores, las labores agrícolas y la urbanización de su suelo. Sin embargo, desde 1997 se realizaron, bajo la dirección de José Antonio Mínguez y Antonio Ferreruela, varias campañas de excavaciones sistemáticas; con ellas se han conseguido algunos hallazgos importantes, como la puesta al descubierto de una zona de termas y otra de almacenes, inscripciones latinas, monedas, vasijas, objetos de cocina, piezas metálicas, mosaicos, vasijas.
Recientes trabajos de prospección han permitido apreciar también los restos del amplio foso que lo rodea por tres de sus lados (el cuarto queda protegido por el corte de la terraza natural del río Ebro), determinar su planta rectangular y establecer su extensión en torno a unas 20 hectáreas en el interior del recinto y evidencias de un hábitat externo también de considerables dimensiones. Los materiales arqueológicos de cronología romano-republicana muestran un predominio abrumador de las importaciones itálicas frente a las escasas cerámicas de tradición indígena. Entre estas últimas son de destacar los “pondera” (pesas de telar) y los vasos de cocina decorados con motivos geométricos.